# Ilex suber
Ilex suber är en järneksväxtart som beskrevs av Ludwig Eduard Loesener. Ilex suber ingår i släktet järnekar, och familjen järneksväxter. Inga underarter finns listade i Catalogue of Life.